# Марьинское (Новленский сельсовет)
Марьинское — деревня в Вологодском районе Вологодской области.
Входит в состав Новленского сельского поселения, с точки зрения административно-территориального деления — в Новленский сельсовет.
Расстояние по автодороге до районного центра Вологды — 62,5 км, до центра муниципального образования Новленского — 2,5 км. Ближайшие населённые пункты — Дмитриевское, Новленское, Семёновское, Андрюшино, Нестеровское.
По переписи 2002 года население — 7 человек.